# Wiktor I Maurycy von Ratibor
Wiktor Maurycy von Ratibor (właśc. Viktor I Moritz Karl, 1. Herzog von Ratibor und 1. Fürst von Corvey, Prinz zu Hohenlohe-Schillingsfürst; ur. 10 lutego 1818 w Langenburg, zm. 30 stycznia 1893 w Rudach) – książę Raciborza i książę Corvey.

## Życiorys
Wiktor Maurycy stał się właścicielem dóbr raciborskich i corveyowskich w wieku 16 lat. W tym czasie nie było wcale pewne czy spadek po landgrafie Wiktorze pozostanie przy spadkobiercy. Proces o te dobra wszczął rząd Hesji, ale w 1837 roku wycofał pozew. Przez pewien czas zarządzał więc nimi jego ojciec Franciszek Józef. On sam zaś zajął się studiami w Getyndze, Bonn i Heidelbergu. Za pełnoletniego uznano go w 1840 roku, kiedy to złożył hołd królowi Fryderykowi Wilhelmowi IV. Otrzymał wówczas godność książęcą Herzog von Ratibor und Fürst von Corvey. Zarówno on, jak i jego pierworodni mogli też nosić tytuł Wasza Książęca Mość (Seine Durchlaucht). Jako że Wiktor I. był drugim księciem raciborskim o tym imieniu, więc wszyscy jego potomkowie również je przyjmowali.
Książę zasiadał w 1847 roku w Kurii Panów w Sejmie Zjednoczeniowym, w 1849 roku w pruskiej drugiej Kamerze, a w 1850 roku w parlamencie Unii w Erfurcie. Od 1854 roku był dziedzicznym członkiem, zaś od 1877 roku prezydentem pruskiej Izby Panów. W latach 1867–1890 reprezentował w Reichstagu Partię Wolnokonserwatywną Okręgu Wrocławskiego. Swego czasu poświęcił się także karierze wojskowej. Doszedł nawet do honorowego stopnia generała kawalerii a la suite. Odznaczono go Krzyżem Wielkim Suwerennego Zakonu Rycerzy Maltańskich.
W 1845 roku Wiktor I. ożenił się z księżniczką Amalią von Fürstenberg. Para uczyniła z Rud swą główną siedzibę. Wioska stała się znanym centrum towarzyskim odwiedzanym chętnie przez europejskie elity. Książęta dbali także o mieszkańców wsi. Po epidemii z lat 1847-1849 książę przeznaczył część pałacu dla sierot. Rolników kształcili studenci Akademii Rolniczej z Paczkowa, który opłacała kasa Kamery.
3 października 1846 roku, na zamku w Raciborzu, książęcej parze urodziła się córka Amalia Wiktora. Magistrat miejski polecił wybić z tej okazji medal patronacki. Chrzest pierwszego dziecka odbył się w Rudach. Niestety, Amalia zmarła po 1,5 roku. Było to jedno z dziewięciu dzieci książęcej pary. Wiktor Amadeusz predestynowany został do objęcia majątku. Jego bracia: Franciszek, Egon, Maksymilian, Ernest i Karol otrzymali gruntowne wykształcenie i poświęcali się karierze dyplomatycznej albo wojskowej.
W 1846 roku Wiktor I. wybudował raciborskiej komorze, wedle planów Linkego, budynek administracyjny, na miejscu którego stoi teraz Zespół Szkół Mechanicznych. Za jego czasu księstwo raciborskie znów powiększyło swój stan posiadania. Wiktor I kupił w 1852 roku od barona Salomona Mayera von Rothschilda, bankiera żydowskiego i pana na Szylerzowicach, majątek Łubowice, w skład którego wchodziło 200 ha gruntów, pałace Eichendorffów oraz założenie parkowe. Wartość transakcji wyniosła 50 tys. talarów. W 1865 roku książę nabył Brzeźnicę koło Łubowic oraz Brzezinkę w powiecie gliwickim. Do gospodarki rolnej swoich dóbr wprowadził nowoczesne metody upraw i nawożenia. Sadzono nowe odmiany roślin. Na polach kopano rowy melioracyjne.
Książę był także filantropem. W latach szalejącej na Górnym Śląsku zarazy (1847-1848) sprowadził do Rud lekarza Juliusza Rogera. Ten przyjaciel śląskiego ludu uprosił u księcia budowę szpitali w Rudach, Rybniku, Lyskach i modernizację szpitala bonifratrów w Pilchowicach. Książę nie ukrywał swojej pobożności oraz przywiązania do katolicyzmu na protestanckim dworze cesarskim, chociaż w tym względzie bliżej było mu do stylu życia „oświeconego władcy”, niż do „klęczącego cystersa”. Był przez wiele lat przewodniczącym Śląskiego Związku Kawalerów Maltańskich, a w dobrach rudzkich założył orkiestrę, powołał do życia kilka szkół, przywiózł z Paryża figurę maryjną, stojącą przy wjeździe do sanktuarium, wreszcie patronował wydaniu książki o rudzkich cystersach dzieła młodego doktoranta, a zarazem opiekuna jego starszych synów – Augusta Potthasta.

## Małżeństwo i rodzina
W 1845 roku Wiktor I. ożenił się z księżniczką Amalią von Fürstenberg, córką księcia Karola Egona II von Fürstenberg (1796–1854). Jedna, najstarsza córka pary książęcej zmarła we wczesnym dzieciństwie. Spośród dzieci najbardziej znani byli Maksymilian von Ratibor, Karol von Ratibor i oczywiście Wiktor II von Ratibor, następca Wiktora I. W sumie Wiktor I i Amalia mieli dziesięcioro dzieci: 
- Amalię (ur. 3 października 1846; zm. 25 sierpnia 1847)
- Wiktora (ur. 6 września 1847; zm. 9 sierpnia 1923)
- Franciszka Karola (ur. 6 kwietnia 1849; zm. 27 maja 1925)
- Elżbietę (ur. 27 lutego 1851; zm. 5 października 1928)
- Egona (ur. 4 stycznia 1853; zm. 10 lutego 1896)
- Marię Teresę (ur. 27 czerwca 1854; zm. 29 maja 1928)
- Maksymiliana (ur. 9 lutego 1856; zm. 12 stycznia 1924)
- Ernsta Emanuela (ur. 10 listopada 1857; zm. 25 lutego 1891)
- Karola Egona (ur. 7 lipca 1860; zm. 11 kwietnia 1931)
- Małgorzatę (ur. 3 lutego 1863; zm. 4 czerwca 1940)